# Bobová dráha

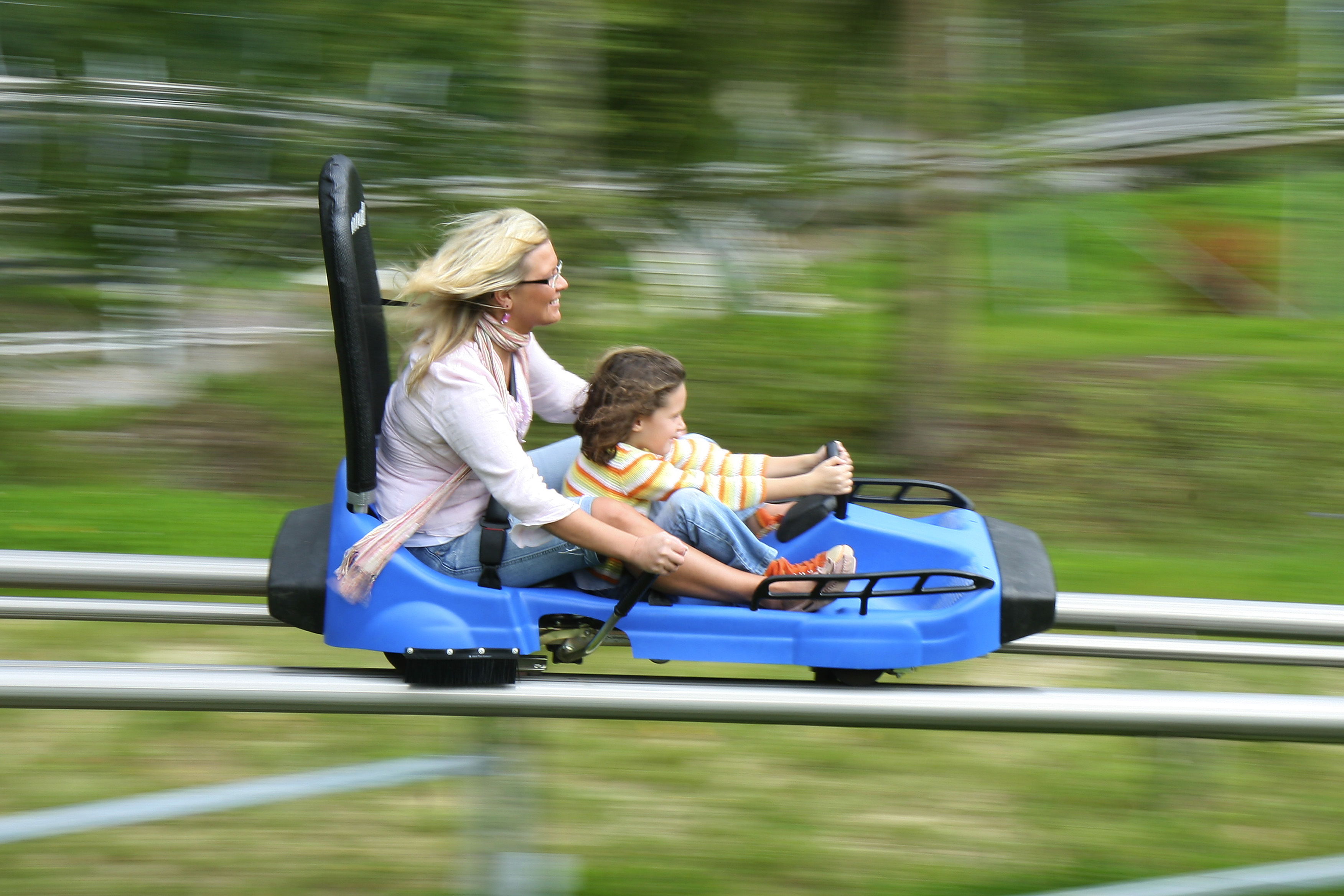
Horská bobová dráha

Bobová dráha, přesněji nadzemní bobová dráha a zkráceně též bobovka, je atrakce vyrobená obvykle z nerezové oceli, která slouží pro jízdu na speciálních bobech. 
První bobová dráha vyrobená z nerezové oceli místo laminátových či betonových drah byla vyrobena společností Wiegand v roce 1975.
Bobové dráhy lze rozdělit na dva druhy: korytové a horské. 

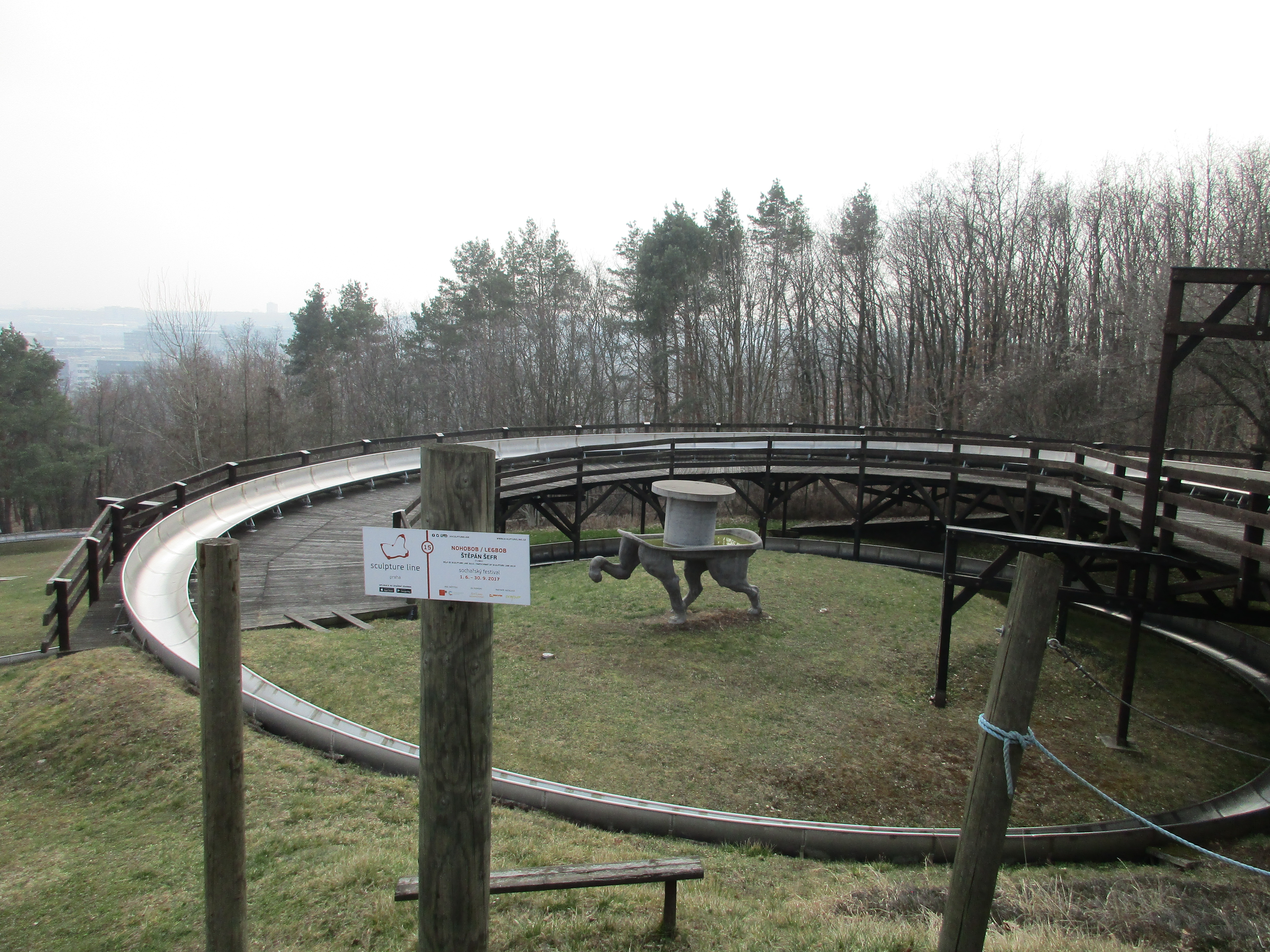
Bobová dráha Prosek

## Popis
Bobové dráhy využívají výtahové systémy, které jezdce vyvezu nahoru. Jsou stavěné blízko země a využívají přirozené převýšení terénu. Mosty a pilíře mohou být vysoké až 5 metrů a překonávat silnice, stezky, sjezdovky či vodní plochy. Na bobové dráze je několik zatáček a poklesů či tunel. Karusel, neboli otočka o 360 stupňů, může sloužit pro snížení převýšení. V závislosti na materiálu může být bobová dráha v provozu po celý rok.

## Bobové dráhy v Česku
První bobová dráha byla otevřena ve Špindlerově Mlýně v roce 1997. Nejdelší bobová dráha v Česku se nachází na Dolní Moravě, měří vice než 3 kilometry.